# Khulumani
Die Organisation Khulumani (Bedeutung auf isiXhosa „frei seine Meinung sagen“.), auch Khulumani Support Group, setzt sich für die Interessen der Opfer der Apartheid ein. Sie wurde 1995 von der Anti-Apartheid-Aktivistin Nomarussia Bonase gegründet, um auch diesen Menschen eine Stimme zu geben, da im Rahmen der Wahrheits- und Versöhnungskommission (TRC) überwiegend die Sichtweise der Täter dargestellt wurde.
Khulumani betreute mit ihrer Arbeit insgesamt 32.000 Apartheid-Opfer in 30 Lokalgruppen in fünf Provinzen des Landes. Khulumani hatte im Jahr 2013 etwa 50.000 Mitglieder und im Jahr 2020 feierte die Khulumani Support Group ihr 25-jähriges Bestehen.

## Selbstverständnis
Die Khulumani Support Group wurde parallel zur TCR von Überlebenden und Opfern des Apartheid-Regimes sowie ihren Familien gegründet. Das Ziel der Gruppe ist es, den TRC-Prozess zu fördern und auch die Opfer zu Aussagen zu bewegen. Südafrika sollte seine eigene Geschichte rückgewinnen und künftige Menschenrechtsverletzungen verhindern. Die juristische und gesellschaftliche Aufarbeitung der Verbrechen des Apartheid-Regimes von 1948 bis 1994 sollte dazu dienen, ein neues Südafrika mit einer selbstbewussten schwarzen Mehrheit aufzubauen. Khulumani zählt zu den wichtigsten Organisationen, die die Interessen der Apartheid-Opfer und ihrer Angehörigen wahrnehmen.

## Arbeit
Khulumani bietet einen umfangreichen Beratungsdienst an, der mit der Beratung zur Antragsstellung für Entschädigung beginnt. TCR erstellt eine Datenbank, um auch denjenigen Opfern, die bei der TCR keinen Antrag gestellt haben, ein Recht auf Entschädigung zu verschaffen. Sie koordiniert die Mitarbeiter und Mitarbeiterinnen, die die Gruppen vor Ort betreuen.

Die Khulumani Support Group
- betreibt einen umfangreichen Beratungsdienst,
- betreut und koordiniert ihre lokalen Gruppen und unterstützt Mitarbeiter und Mitarbeiterinnen,
- bietet psychologische Beratung und Hilfe für Folteropfer an,
- organisiert kollektive Rituale mit Theaterstücken und Gottesdiensten zur Erinnerung und Aufarbeitung der Vergangenheit,
- setzt sich für die Errichtung von Gedenkstätten ein,
- unterstützt Projekte ein, die Einkommen schaffen und
- betreibt und organisiert Lobby- und Öffentlichkeitsarbeit beispielsweise zu Entschädigungsfragen und zur Strafverfolgung von Tätern.[2]

## Klagen
Im Rahmen der Internationalen Kampagne für Entschuldung und Entschädigung im südlichen Afrika reichten 91 Mitglieder der Gruppe Khulumani 2002 eine gerichtliche Klage wegen völkerrechts- und menschenrechtswidrigen Verstöße gegen 21 internationale Konzerne in den USA ein. Darunter befanden sich 5 deutsche Unternehmen wie beispielsweise Mercedes-Benz South Africa und der mehrheitlich von der Rheinmetall Waffen Munition GmbH geführte Waffenhersteller Denel.
Die Klage wurde 2013 endgültig abgewiesen wurde. Finanzielle Unterstützung erhielten die Klagenden dabei auch vom deutschen Dachverband der Kritischen Aktionärinnen und Aktionäre. Die Gruppe ist Kooperationspartner des Europäischen Zentrums für Verfassungs- und Menschenrechte.

## Website
- Khulumani